# Premio Sonning
Il premio Sonning (Sonningprisen) è un riconoscimento assegnato ogni due anni a personalità che si siano particolarmente segnalate per il loro contributo alla cultura europea. 

## Storia
Il premio venne stabilito per volere testamentario dell'editore e scrittore danese Carl Johan Sonning (1879-1937) ed assegnato per la prima volta, in via eccezionale, nel 1950. È stato assegnato annualmente dal 1959 al 1971, quando assunse la cadenza biennale attuale. Il premio viene assegnato da una commissione con a capo il rettore dell'Università di Copenaghen che deve scegliere il vincitore in una lista di personalità segnalate dalle principali università europee. Il premio ammonta alla cifra di un milione di corone danese, circa 135 000 euro, e viene consegnato durante una cerimonia che si svolge nell'Università di Copenaghen, preferibilmente il 19 aprile, anniversario della nascita di Carl Johan Sonning. Per volere della vedova di Sonning, Léonie Rothberg Sonning (1894 - 1970), è stata invece istituita la  Fondazione Léonie Sonning per la musica che, ad eccezione dell'edizione straordinaria del 1959, assegna annualmente dal 1965 il Premio musicale Léonie Sonning.

## Vincitori del premio Sonning
| Anno | Vincitore                              | Professione               | Nazionalità |
| ---- | -------------------------------------- | ------------------------- | ----------- |
| 1950 | Winston Churchill                      | scrittore e statista      | Regno Unito |
| 1959 | Albert Schweitzer                      | medico e teologo          | Germania    |
| 1960 | Bertrand Russell                       | filosofo e matematico     | Regno Unito |
| 1961 | Niels Bohr                             | fisico                    | Danimarca   |
| 1962 | Alvar Aalto                            | architetto                | Finlandia   |
| 1963 | Karl Barth                             | teologo                   | Svizzera    |
| 1964 | Dominique Pire                         | teologo                   | Belgio      |
| 1965 | Richard Nikolaus di Coudenhove-Kalergi | scrittore e uomo politico | Austria     |
| 1966 | Laurence Olivier                       | attore                    | Regno Unito |
| 1967 | Willem Visser 't Hooft                 | teologo                   | Paesi Bassi |
| 1968 | Arthur Koestler                        | scrittore                 | Ungheria    |
| 1969 | Halldór Laxness                        | scrittore                 | Islanda     |
| 1970 | Max Tau                                | scrittore                 | Germania    |
| 1971 | Danilo Dolci                           | sociologo                 | Italia      |
| 1973 | Karl Popper                            | filosofo                  | Austria     |
| 1975 | Hannah Arendt                          | filosofa                  | Germania    |
| 1977 | Arne Næss                              | filosofo                  | Norvegia    |
| 1979 | Hermann Gmeiner                        | filantropo                | Austria     |
| 1981 | Dario Fo                               | drammaturgo               | Italia      |
| 1983 | Simone de Beauvoir                     | scrittrice                | Francia     |
| 1985 | William Heinesen                       | scrittore                 | Fær Øer     |
| 1987 | Jürgen Habermas                        | filosofo                  | Germania    |
| 1989 | Ingmar Bergman                         | regista                   | Svezia      |
| 1991 | Václav Havel                           | scrittore e statista      | Rep. Ceca   |
| 1994 | Krzysztof Kieślowski                   | regista                   | Polonia     |
| 1996 | Günter Grass                           | scrittore                 | Germania    |
| 1998 | Jørn Utzon                             | architetto                | Danimarca   |
| 2000 | Eugenio Barba                          | regista teatrale          | Italia      |
| 2002 | Mary Robinson                          | statista                  | Irlanda     |
| 2004 | Mona Hatoum                            | artista                   | Regno Unito |
| 2006 | Ágnes Heller                           | filosofa                  | Ungheria    |
| 2008 | Renzo Piano                            | architetto                | Italia      |
| 2010 | Hans Magnus Enzensberger               | scrittore                 | Germania    |
| 2012 | Orhan Pamuk                            | scrittore                 | Turchia     |
| 2014 | Michael Haneke                         | regista                   | Austria     |
| 2018 | Lars von Trier                         | regista                   | Danimarca   |
| 2021 | Svjatlana Aleksievič                   | giornalista e scrittrice  | Bielorussia |
| 2023 | Marina Abramović                       | artista                   | Serbia      |